# Ludwików (Łąck)
Pour les articles homonymes, voir Ludwików.
Ludwików (prononciation : [ludˈvikuf]) est un village polonais de la gmina de Łąck dans le powiat de Płock de la voïvodie de Mazovie dans le centre-est de la Pologne.
Le village compte approximativement une population de 330 habitants en 2010.

## Histoire
De 1975 à 1998, le village appartenait administrativement à la voïvodie de Płock.